# 圣母标志教堂 (杜布罗维茨)
圣母标志教堂（羅馬化：Tserkov' Znameniya Presvyatoy Bogoroditsy v Dubrovitsakh）是俄羅斯東正教的一座教區教堂，位於莫斯科州波多利斯克区區杜布罗维茨村，距莫斯科市中心約36公里（距莫斯科環城公路16公里）。这座教堂是一座建筑古迹，位于一座古老的贵族庄园内。

## 历史
教堂建在傑斯納河和帕赫拉河交汇处的高岸上。该建筑由王子鲍里斯·戈利森在沙皇彼得一世的参与下于1690-1704年由白色石头建造，是俄罗斯巴洛克式建筑的早期例子之一。显然，外国工匠参与了建设。 建筑师的名字不详。献祭于1704年2月24日。在1662-1690年的这个地方有一座木制教堂以利亞。
19世纪40年代末，进行了寺庙的修复，之后于1850年8月27日由重新奉献。在1812年俄法战争，法国人访问了杜布罗夫尼克。教堂当时没有损坏。世界无产阶级的领袖弗拉基米尔·列宁，从西伯利亚流亡归来后，在1900年在波多利斯克住了一段时间，并散步到杜布罗维茨，在那里他视察了这个美丽的教堂。教堂于1930年关闭，不久之后它的钟楼被炸毁。在它的崇拜恢复在1990年。俄罗斯共产党领导人根纳季·久加诺夫 于 1999 年秋季访问了杜布罗维茨，并视察了圣母标志教堂。 2022年，教堂西南方恢复了钟楼。

## 建筑
在计划中，寺廟是一個等邊的十字架，其兩端分為三個半圓形部分。一个八角形的塔被放置在建筑物的中央部分上方。这座寺庙加冕有一个镀金的皇冠和一个十字架。一些研究人员将寺庙比作一个巨大的象牙婴儿拨浪鼓。
教堂里有四扇门,开放式台阶通向这些门,类似于树叶。 窗户之间的柱子上有雕刻装饰。
教堂装饰着雕塑。在主入口处，在西楼梯的一侧，有两个由白色石头制成的雕像。左边是圣约翰金口，右边是圣神学家格雷戈里。 在入口上方，在西方大堂的屋顶上，有一尊圣巴西尔大帝的雕像。在教堂的牆壁附近，有四個嚴重損壞的雕像福音書著者：馬可、路加、約翰和馬太。八个雕塑人物使徒在八角形的角落划分边缘。石雕是东正教传统中罕见的现象。
教堂的内部采用巴洛克风格，入口处有两层木制画廊，教堂的墙壁装饰着带有圣经主题的雕塑作品。 
教堂装饰的一个显着特征是拉丁铭文。巴洛克风格的一个独特的聖幛被部分保留下来。木制雕塑耶穌被釘十字架在教堂中特别受人尊敬-它有三百多年的历史。

### 圖集
| 所羅門 | 以利亞 |

|  |  |  |  |  |

## 參觀過教堂的名人
|
- 1704沙皇彼得一世

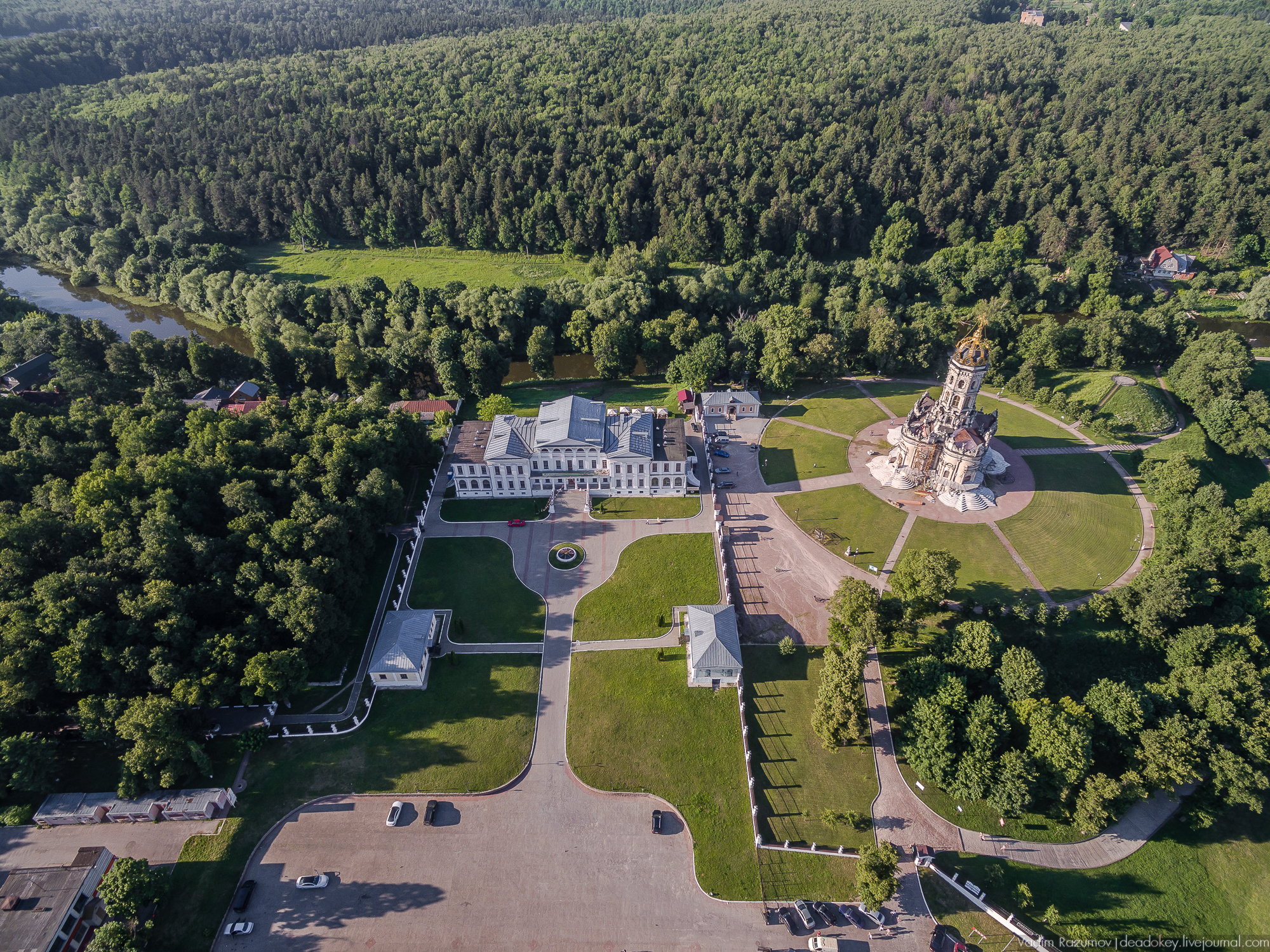
圣母标志教堂

- 1787 全俄罗斯大女皇与独裁者叶卡捷琳娜二世
- 1812 那不勒斯國王, 若阿尚·缪拉元帥
- 1900世界无产阶级的领袖弗拉基米尔·列宁
- 2022莫斯科及全俄羅斯牧首基里尔

## 書籍
- Réau, Louis. . Paris: Herni Laurens éditeur. 1921: 373 （法语）.
- Колосова А. Г., Фёдорова Р. П. . ОАО «Тульская типография». 2009: 93 （俄语）.
- Семёнов К. А., Демченко А. А. . ГК «РусГазИнжиниринг». 2011: 96. ISBN 978-5-275-00664-3 （俄语）.